# AFS Intercultural Programs
AFS Intercultural Programs (oprindeligt American Field Service, forkortet AFS) er en international udvekslingsorganisation grundlagt af frivillige amerikanske ambulanceførere fra 1. og 2. verdenskrig. Den danske afdeling AFS Interkultur er Danmarks ældste og største organisation for international ungdomsudveksling. Organisationen er non-profit og baserer sig på et netværk af frivillige. Foreningen er uafhængig af kommercielle, partipolitiske og religiøse interesser, og dens formål er at arbejde for fred gennem interkulturel forståelse.